# Brandbil
 Denne artikel omhandler overvejende eller alene danske forhold. Hjælp gerne med at gøre artiklen mere almen.
 Der er for få eller ingen kildehenvisninger i denne artikel, hvilket er et problem. Du kan hjælpe ved at angive troværdige kilder til de påstande, som fremføres i artiklen.

En brandbil er et køretøj, der anvendes af redningsberedskabet i forbindelse med indsats mod ildebrande – altså brandslukning.
Mest anvendt og kendt er formentlig automobilsprøjten – eller blot "sprøjten" – der anses som det mest alsidige køretøj i brandberedskabet, da det medbringer vand, skum, slanger, stiger, samt forskellige former for værktøj. Ydermere medbringes i mange kommuner hydraulikværktøj til frigørelse af fastklemte personer – f.eks. i forbindelse med færdselsuheld – og udstyr til miljøindsatser.
Autosprøjten er bemandet med 3 mand og en holdleder eller 5 mand og en holdleder (4 røgdykkere, en chauffør og en holdleder), alt efter hvor meget mandskab der skal afsættes til fremføring af de øvrige køretøjer.
Drejestigen er mere et redningskøretøj, da dens fornemeste opgave er at foretage personredning i højden. Men ofte medbringer køretøjet også vandkanon til brandslukning fra oven eller lysmateriel til oplysning af brandstedet.
En drejestige er oftest bemandet med 2 brandmænd.
Vandtankvognens primære opgave er vandforsyning, ved mobil fremføring af store mængder vand (mellem 6.000-20.000 liter). Vandtankvognen kan i visse situationer benyttes som selvstændigt slukningskøretøj, da de fleste nye vandtankvogne har egen pumpe og vandkanon. Ligeledes er den i nogle kommuner udstyret med en højtryksslange, så man kan slukke brande i mindre målestok.
En vandtankvogn er oftest bemandet med 2 brandmænd.
Slangetenderen medbringer egen pumpe, samt typisk 500-600 meter slange, så man kan få vand fra eksempelvis en branddam, hvis der ikke er en brandhane i nærheden. Ligedes kan den foretage en kørende udlægning og i nødstilfælde anvendes som selvstændigt slukningskøretøj, såfremt der er tilstrækkelig vandforsyning indenfor rækkevidde.
I 2002 frafaldt lovkravet om at kommuner skulle have en slangetender, og derfor er det nu meget få kommuner der har en slangetender, og de fleste der har en slangetender har den af den simple årsag, at de ikke har kunnet sælge den da lovændringen blev vedtaget.
De fleste slangetendere bliver nu brugt som alt-muligt køretøjer af kommunernes vejservice og til blandt andet brandhanesyn.
En slangetender er oftest bemandet med 2 brandmænd.
Indsatsledervognen føres af indsatslederen, som har til ansvar at lede indsatsen, men medbringer kun slukningsmidler i form af diverse håndslukkere. I København og Århus har indsatslederen egen chauffør på køretøjet.
En samlet brandudrykning kaldes et slukningstog og kan f.eks. sammensættes typisk af en automobilsprøjte, en stigevogn (i byzone) eller en vandtankvogn (i landzone), samt en indsatsledervogn. Ved udrykning udenfor byerne kan der indgå en slangetender.